# Tigrane VII
Pour les articles homonymes, voir Tigrane.
Tigrane VII (en arménien Տիգրան Է), Diran ou Tiran (mort vers 360) est un roi arsacide d'Arménie, ayant régné de 339 à 350. 

## Biographie
Fils de Khosrov III le Petit, il lui succède en 339. Ce roi au pouvoir faible connaît de nombreux conflits, notamment religieux en raison de ses désaccords avec le Catholicos saint Houssik, qu'il fait exécuter en 347. 
Tigrane doit faire face à une invasion du roi perse Shapur II, mais est pris en otage, aveuglé et emprisonné. L'armée et la noblesse, avec l'appui des Romains parviennent toutefois à repousser les Perses. Vaincus, ceux-ci rendent sa liberté à Tigrane. En 350, celui-ci abdique cependant en faveur de son fils Arshak II. 
Le vieux roi Tigrane aurait été secrètement étranglé par ses chambellans sur ordre d'Arshak II, mécontent qu'il prenne contre lui le parti du prince Gnel. On l'enterre dans le bourg de Kevach, au pied de l'Aragats, sans le juger digne d'une sépulture royale.

## Famille
Le nom de l'épouse de Tigrane VII n'est pas précisé. Le roi aurait été le père de trois fils : 
- Artachès, mort avant 350 et lui-même père de Tirit, coresponsable de la mort de son cousin Gnel.
- Arshak II, roi d'Arménie.
- Terdat, otage à Byzance et exécuté sur ordre de l'empereur Valentinien Ier lors du rapprochement d'Arshak II avec la Perse[4]. Il était le père du prince Gnel.